# Крючиха (Архангельская область)
Крючиха — деревня в Вилегодском муниципальном округе Архангельской области.

## География
Находится в юго-восточной части Архангельской области на расстоянии приблизительно 7 км на юго-восток по прямой от административного центра района села Ильинско-Подомское.

## История
В 1859 году здесь (тогда деревня Сольвычегодского уезда Вологодской губернии) было учтено 6 дворов. До 2020 года деревня входила в состав Павловского сельского поселения до его упразднения.

## Население
Численность населения: 70 человек (1859 год), 0 как в 2002 году, так и в 2010.